# نصر الدين بن مختار
نصر الدين بن مختار (13 مارس 1959 - 18 فبراير 2013) فنان كوميدي تونسي.

## حياته
تربى ونشأ بالربط (تربة الباي)، كان محبا للحياة ومحبا لخشبة المسرح لذلك ظلّ وإلى آخر لحظات حياته يتحدث عن مشاريع مستقبلية ومسرحيات وأحلام لم يمنحه القدر الفرصة لتحقيقها.. نصر الدين بن مختار غادرنا ونحن بصدد الإعداد للاحتفال بعيد ميلاده الـ56.
و عن حبه للمسرح قال نصر الدين «لن يبعدني عن المسرح سوى الموت .. أنا ضد الاعتداء على المبدع وضدّ تجاوز الخطوط الحمراء والمساس بالمقدسات .. لا يوجد منافس لي على خشبة المسرح باستثناء الأمين النهدي.. الحمد لله جمهوري يحبني والشعب التونسي كذلك..»

## الوفاة
تدهورت الحالة الصحية للكوميدي نصرالدين بن مختار بشكل مفاجئ في الأشهر الأخيرة بعد إصابته بجلطة دماغية في أول يوم من رمضان 2012 نجا منها بمعجزة إلهية لكنه عانى من مخلفاتها.
ورغم تعكّر حالته فقد حافظ بن مختار على أسلوبه الكوميدي وروحه المرحة حتى وهو يعيش في كابوس ودوامة جعلته يفارق الابتسامة خاصة أنه فقد والدته التي تأثرت بأزمته الصحية المفاجئة -التي نزلت عليها نزول الصاعقة ولم تتحمل مفعولها- إلى حد أثر على صحتها لتفارق الحياة.
توفي نصر الدين صبيحة يوم الإثنين 18 فبراير 2013 بعد إصابته بجلطة دماغية، نُقل على إثرها إلى مستشفى أريانة ووُضِع في العناية المركزة. وشيَع عصر الغد جثمان الفنان الكوميدي إلى مثواه الأخير بمقبرة بن يدر في ولاية بن عروس.

## من أعماله
- نادي النبارة سنة 2007 على قناة حنبعل
- سلسلة «واضح»
- مسرحية بطيخ الثورة سنة 2011